# Marek Moderau

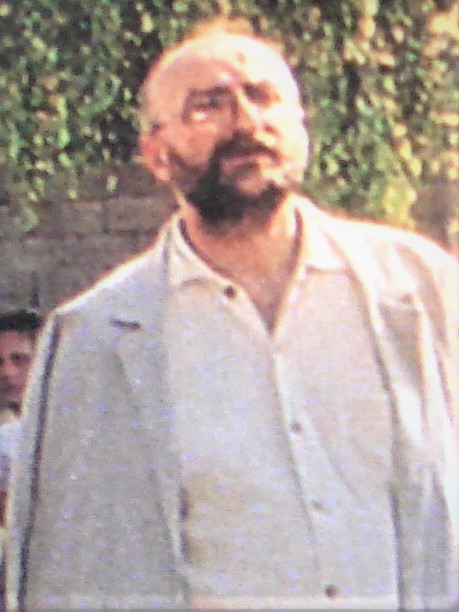
Marek Moderau 2000 Kaisersteinbruch

Marek Moderau (* 1953 in Jawor, Niederschlesien in Polen) ist ein polnischer Künstler und Bildhauer.

## Ausbildung
Marek Moderau absolvierte 1973 das Staatliche Gymnasium für Bildende Kunst in Kielce, Fachrichtung Bildhauerei. 1982 schloss er sein Master-Studium an der Fakultät für bildende Künste der Nikolaus-Kopernikus-Universität Toruń ab.

## Der künstlerische Weg

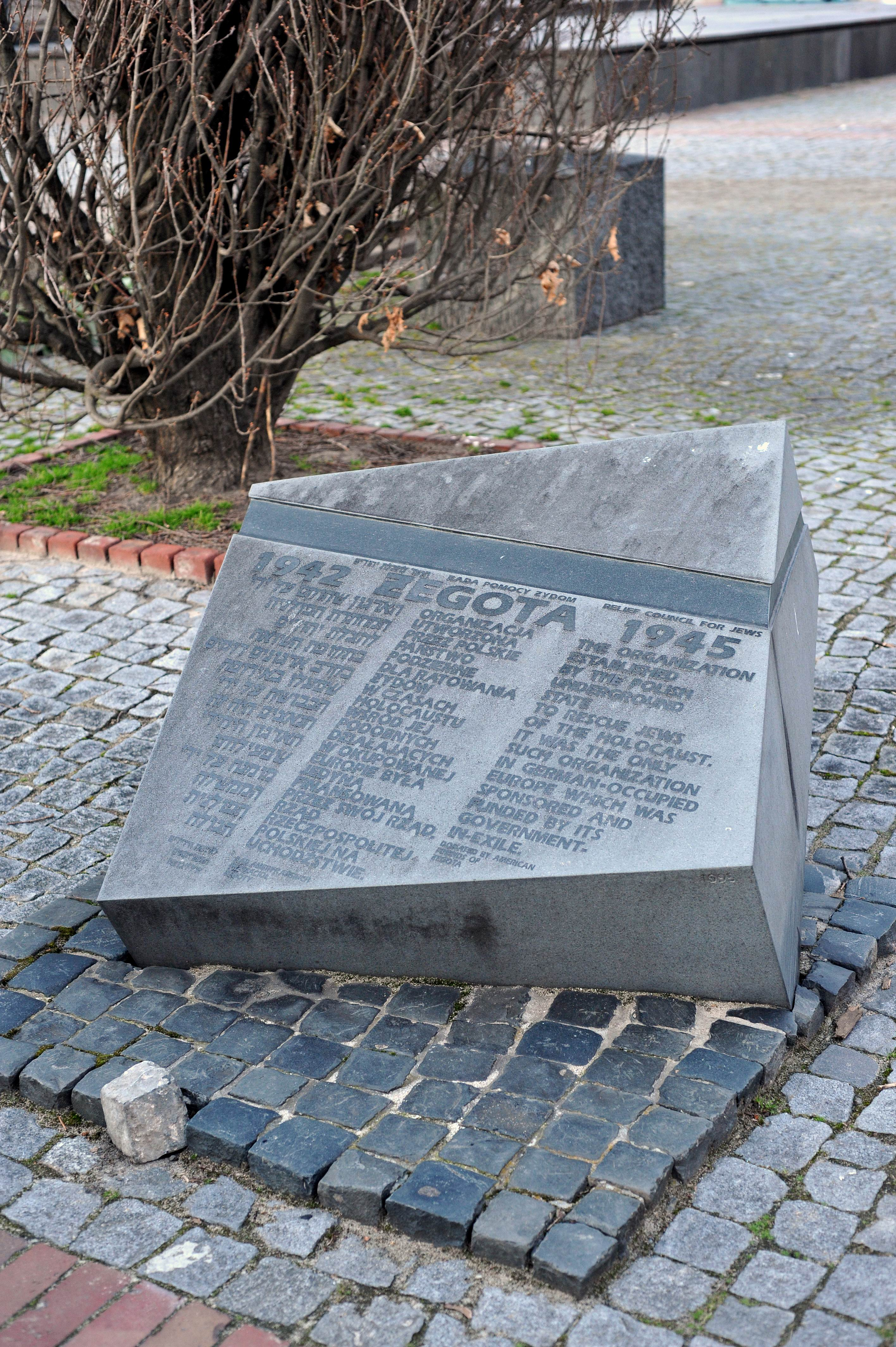
Żegota-Denkmal
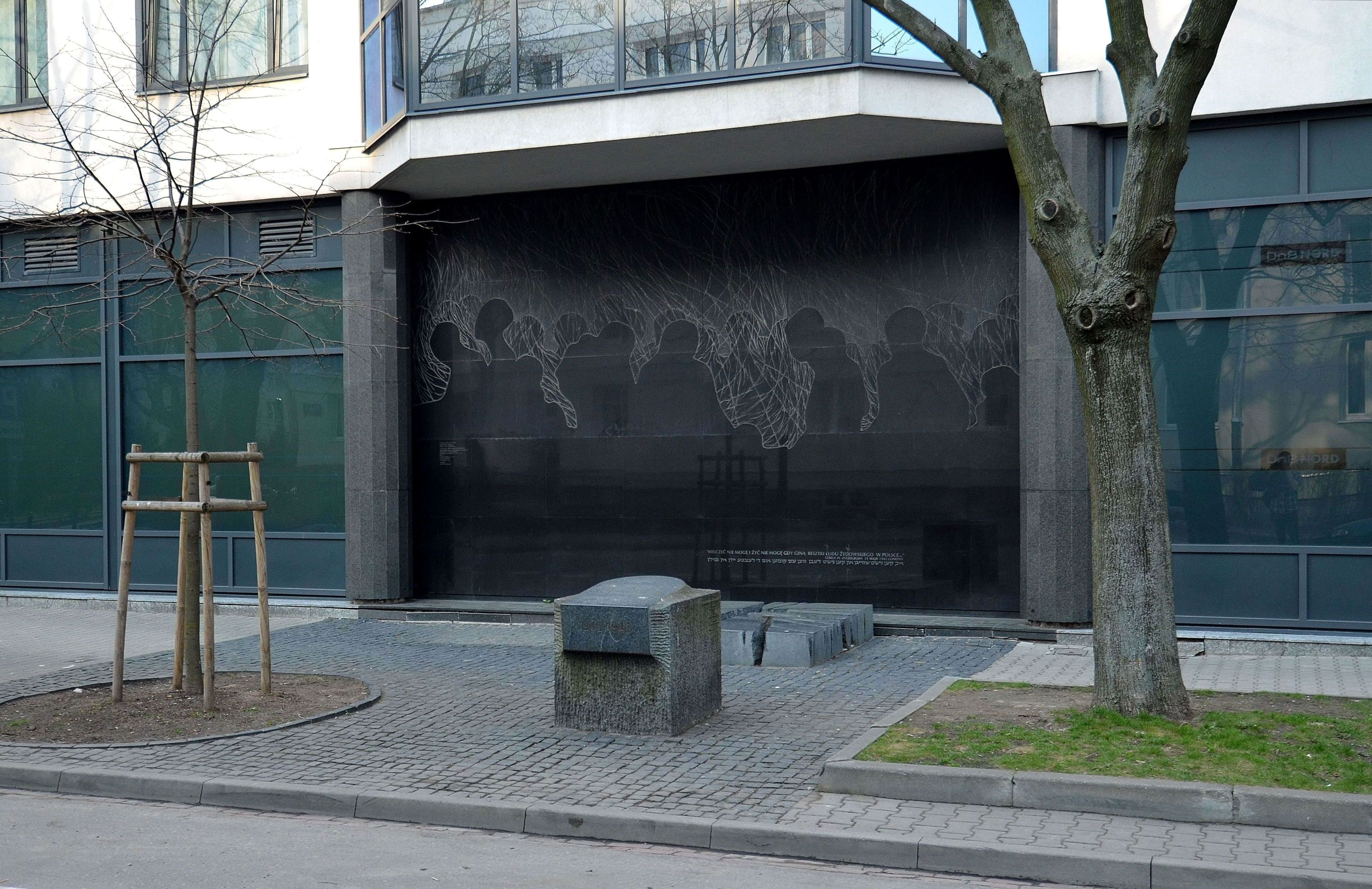
Denkmal für Szmul Zygielbojm
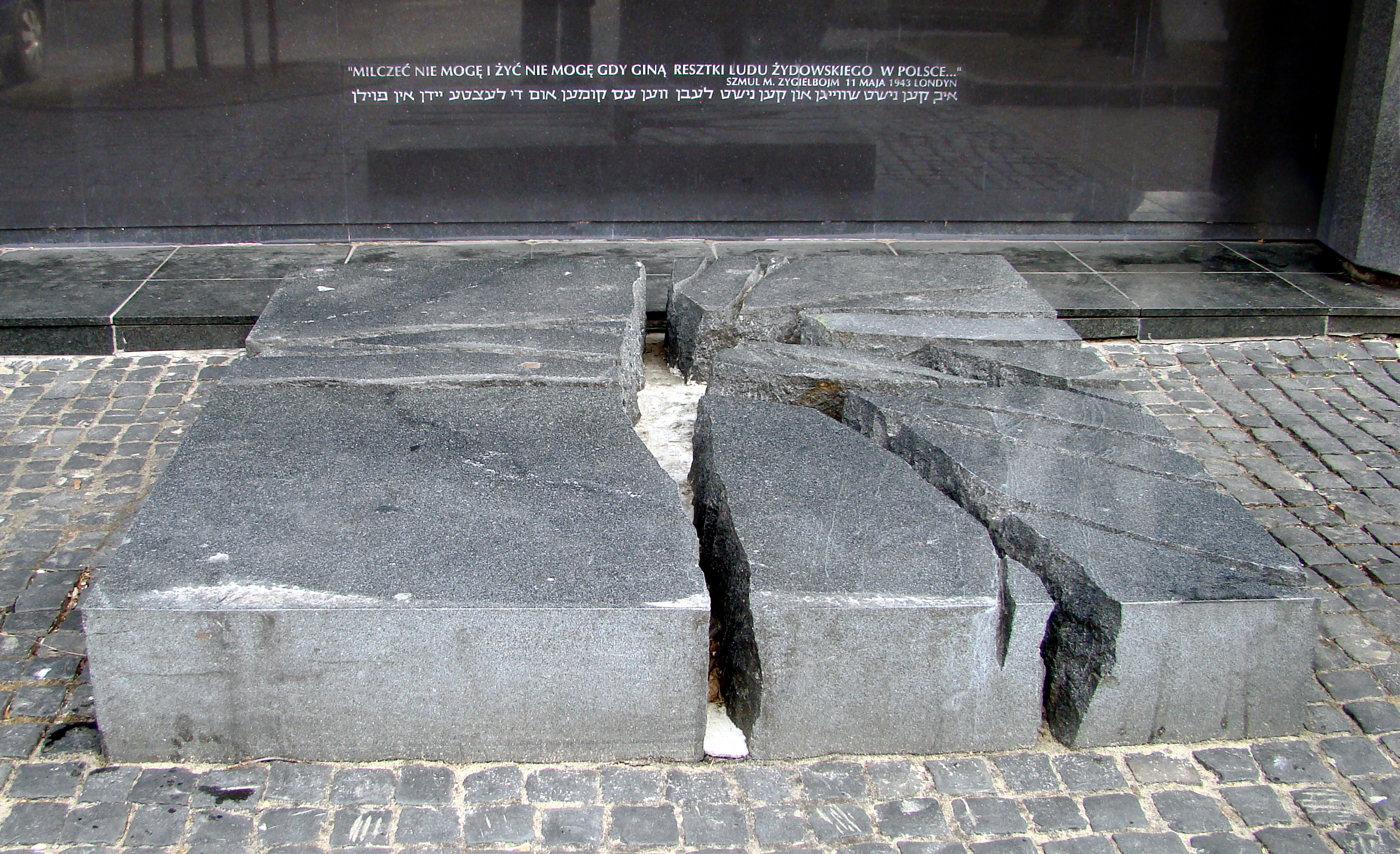
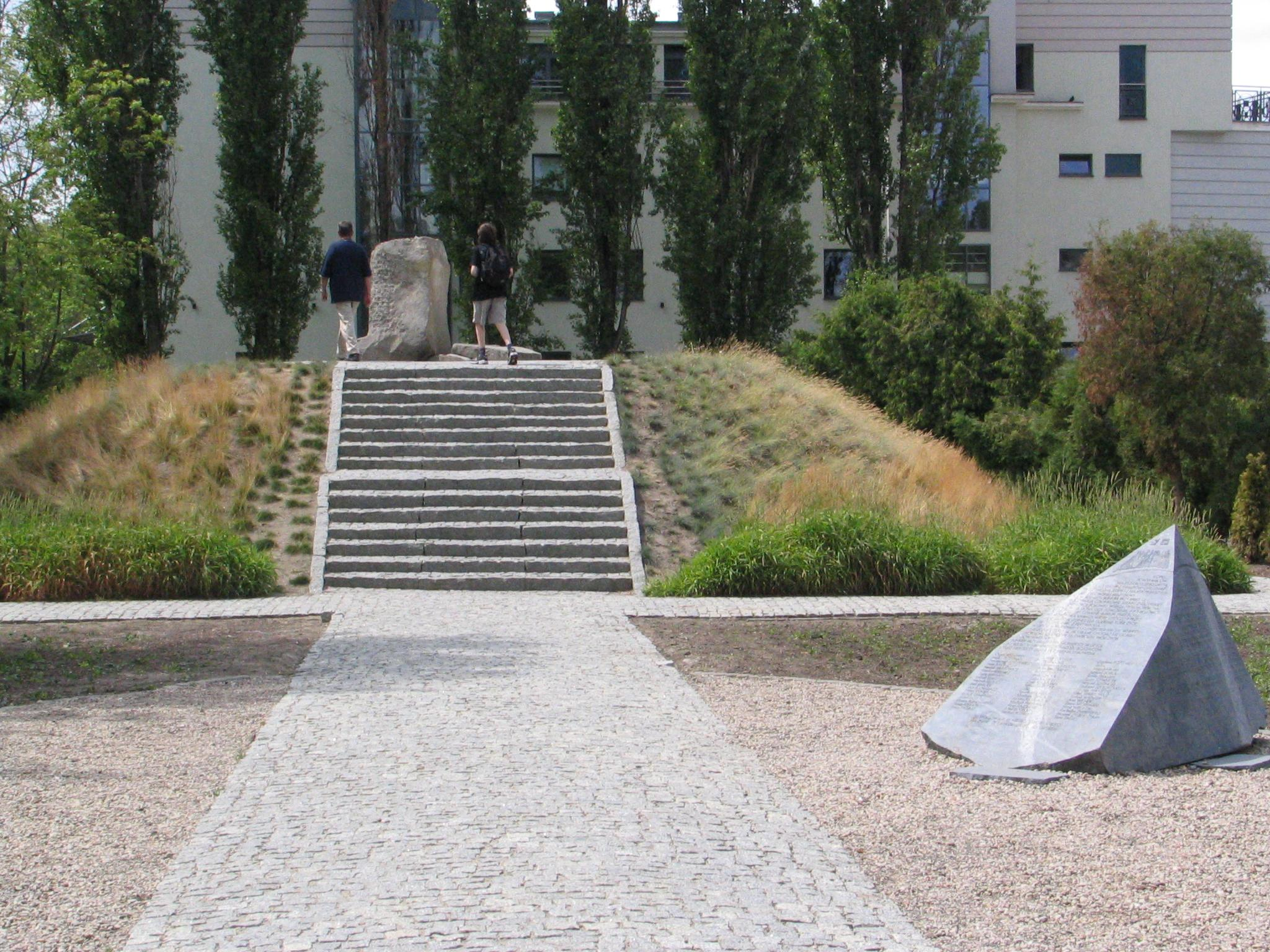
Anielewicz-Bunker
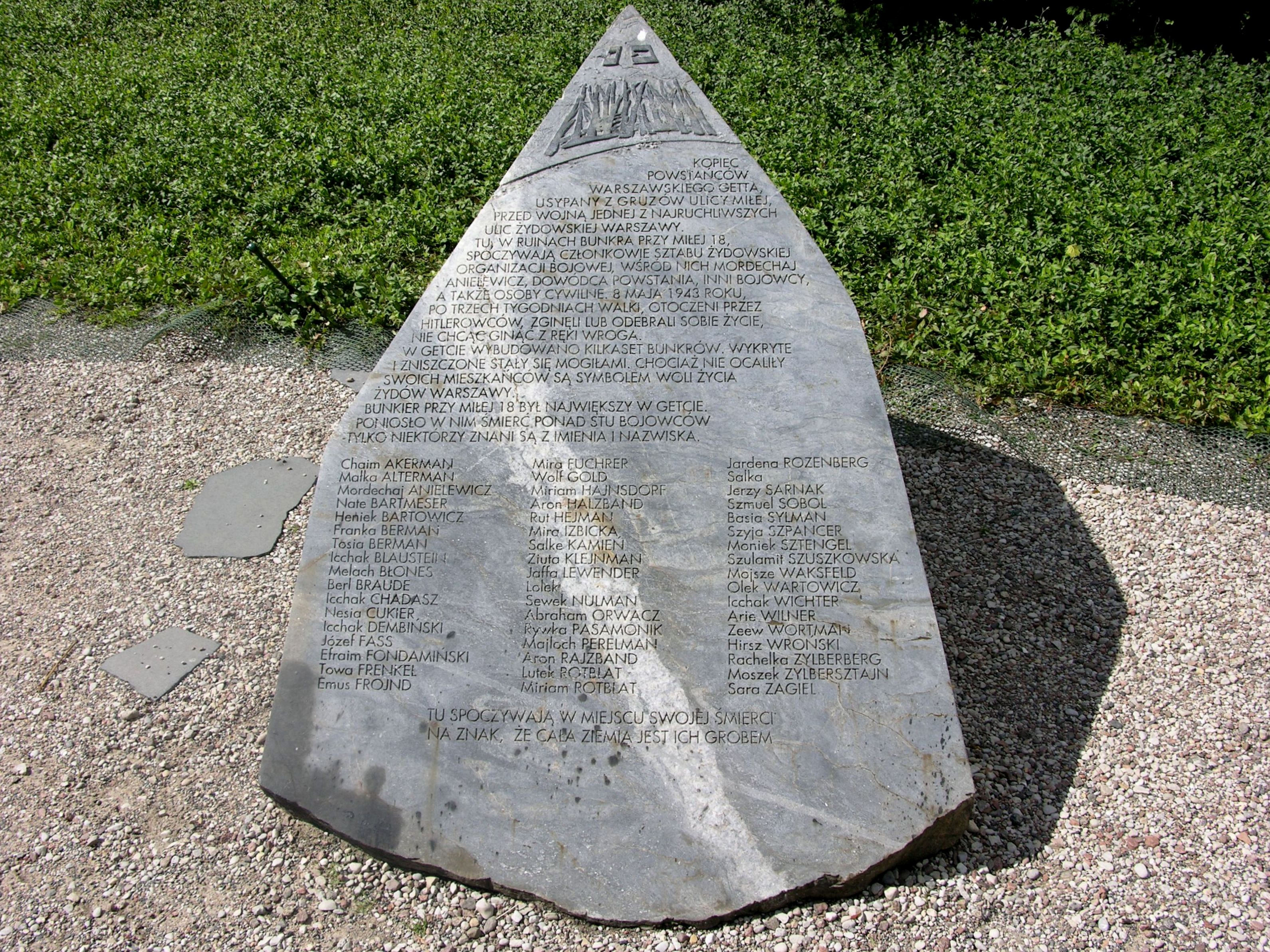
Obelisk
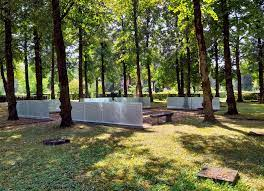
Ehrenhain Friedhof Perlacher Forst

- Szmul Zygielbojm: Granitwand (7 m × 4 m) und rissige Granitplatte (2 m × 2 m), eingraviert sind Fragmente seines Abschiedsbriefes.
- Gedenkobelisk: Die Namen von Mira Fuchrer, Mordechaj Anielewicz und anderen jüdischen Aufständischen, die im Bunker in der ulica Miła 18 ums Leben kamen.

### Erinnerung an das Martyrium und den Kampf der Juden in Warschau 1940–1943
- 1995: Denkmal zum Andenken des Rates für die Unterstützung der Juden in Warschau, gestaltet gemeinsam mit der Architektin Hanna Szmalenberg.[2]
- 1997: Das Warschauer Denkmal für Szmul Zygielbojm, gemeinsam mit Zbigniew Gąsior und Stanisław Jankowski „Agathon“.[3]
- 2006 Anielewicz-Bunker mit dem Obelisk am Fuße des Anielewicz-Hügels.
- 2010 Ein neues Denkmal wurde errichtet, mit dem die Aufständischen die Warschauer Bürger „um Verzeihung“ bitten.[4]
- 2021 Auf dem Ehrenhain I des Friedhofs am Perlacher Forst in München sind 3.996 KZ- und so genannte „Euthanasie“-Opfer aus insgesamt 17 Nationen bestattet. Der ursprüngliche Ehrenhain I wurde 1950 von der Stadt München errichtet. 2021 erfolgte eine Neugestaltung: Hinweisflächen informieren jetzt über die historischen Hintergründe der Anlage und zwölf Glastafeln tragen die Namen der circa 4.000 Opfer. Das Projekt entstand in Zusammenarbeit der Stiftung Bayerische Gedenkstätten, der Stiftung Polnisch-Deutsche Aussöhnung und des Polnischen Generalkonsulats in München.[5]

### Auswahl von Werken

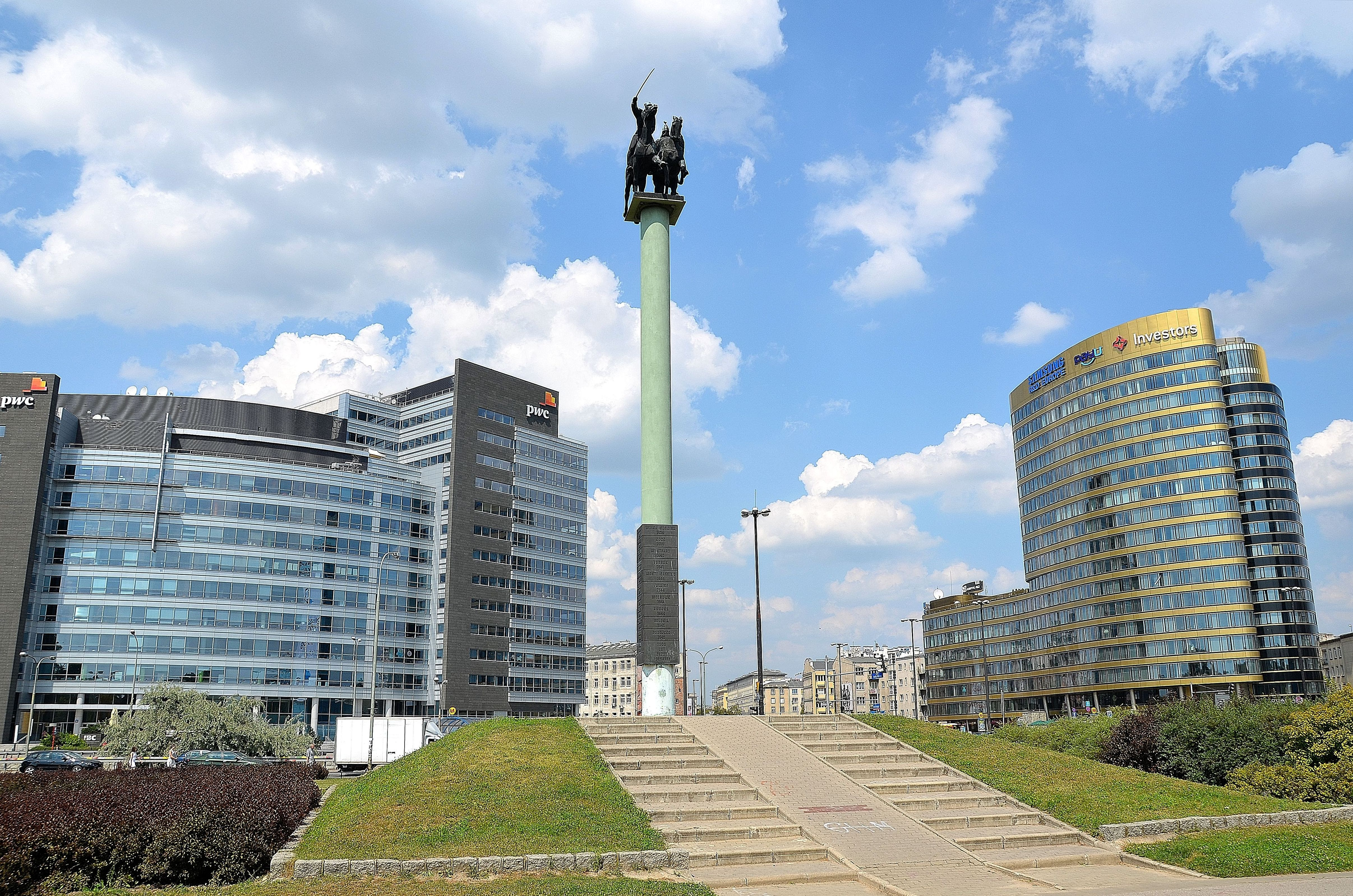
Polnisches Kavallerie-Denkmal 1994
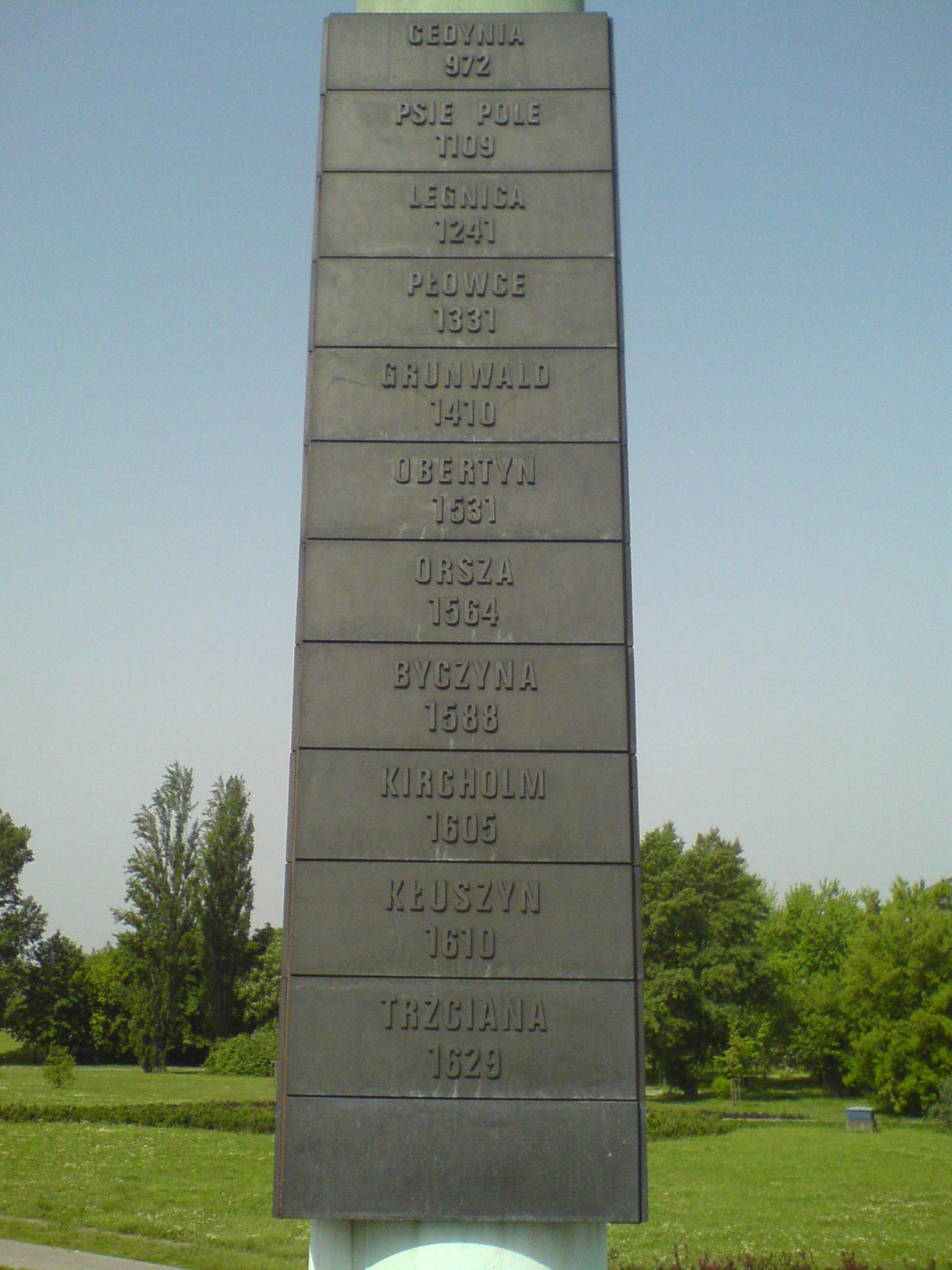
Schlachten sind auf Gedenktafeln vermerkt
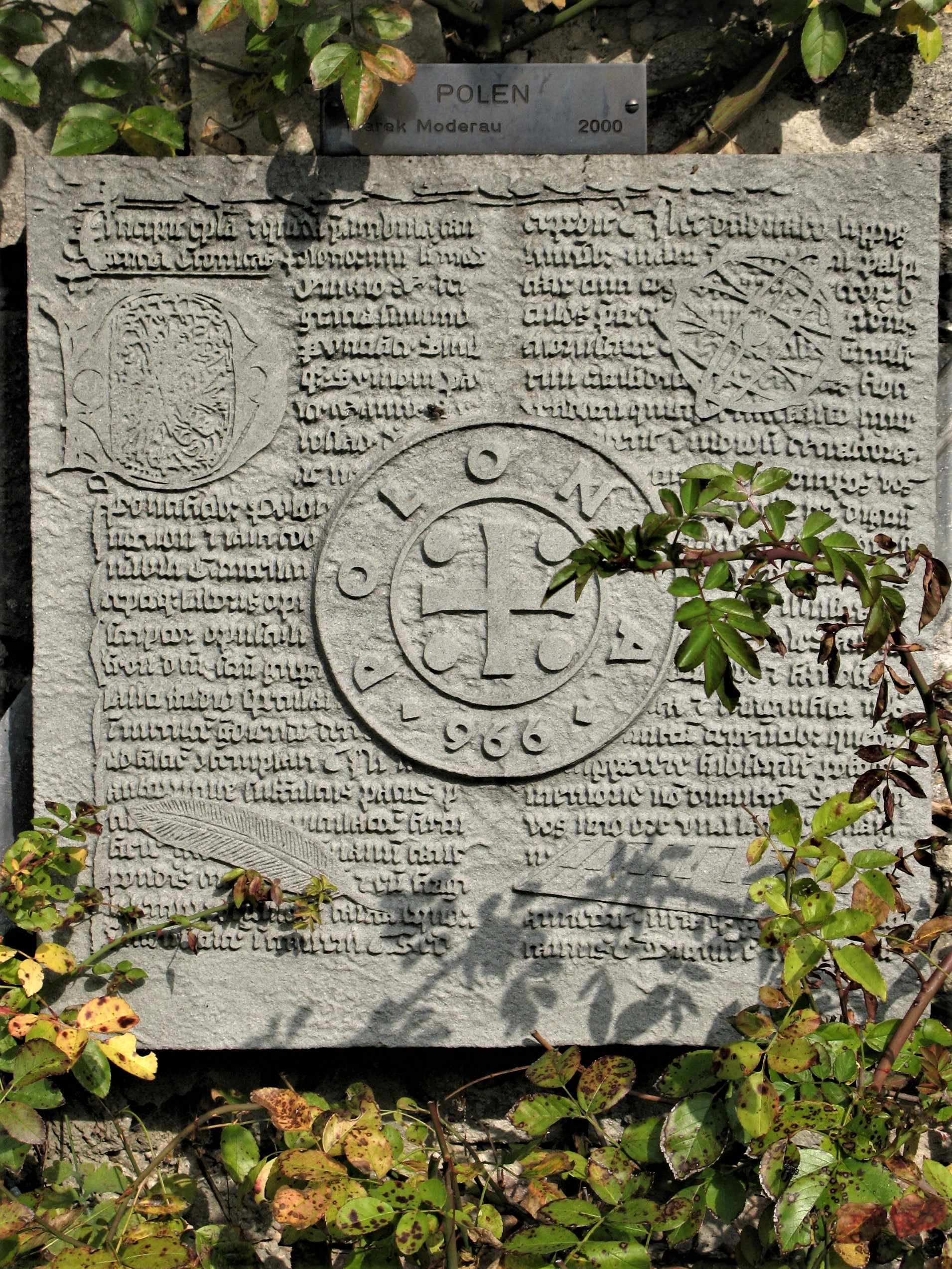
Kaisersteinbruch 2000 Länderplatte Polen
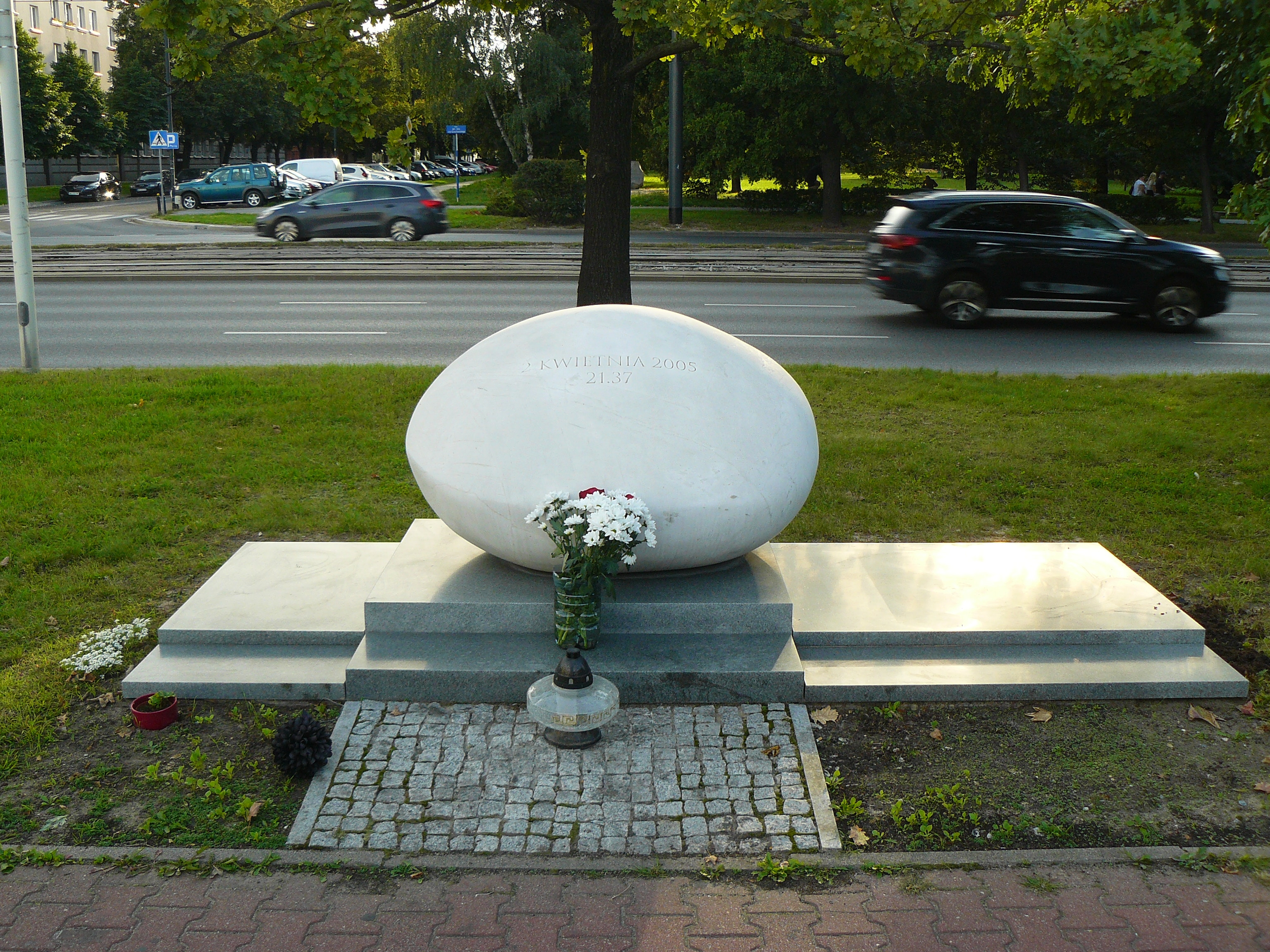
Warschau 2009 Tod von Johannes Paul II.
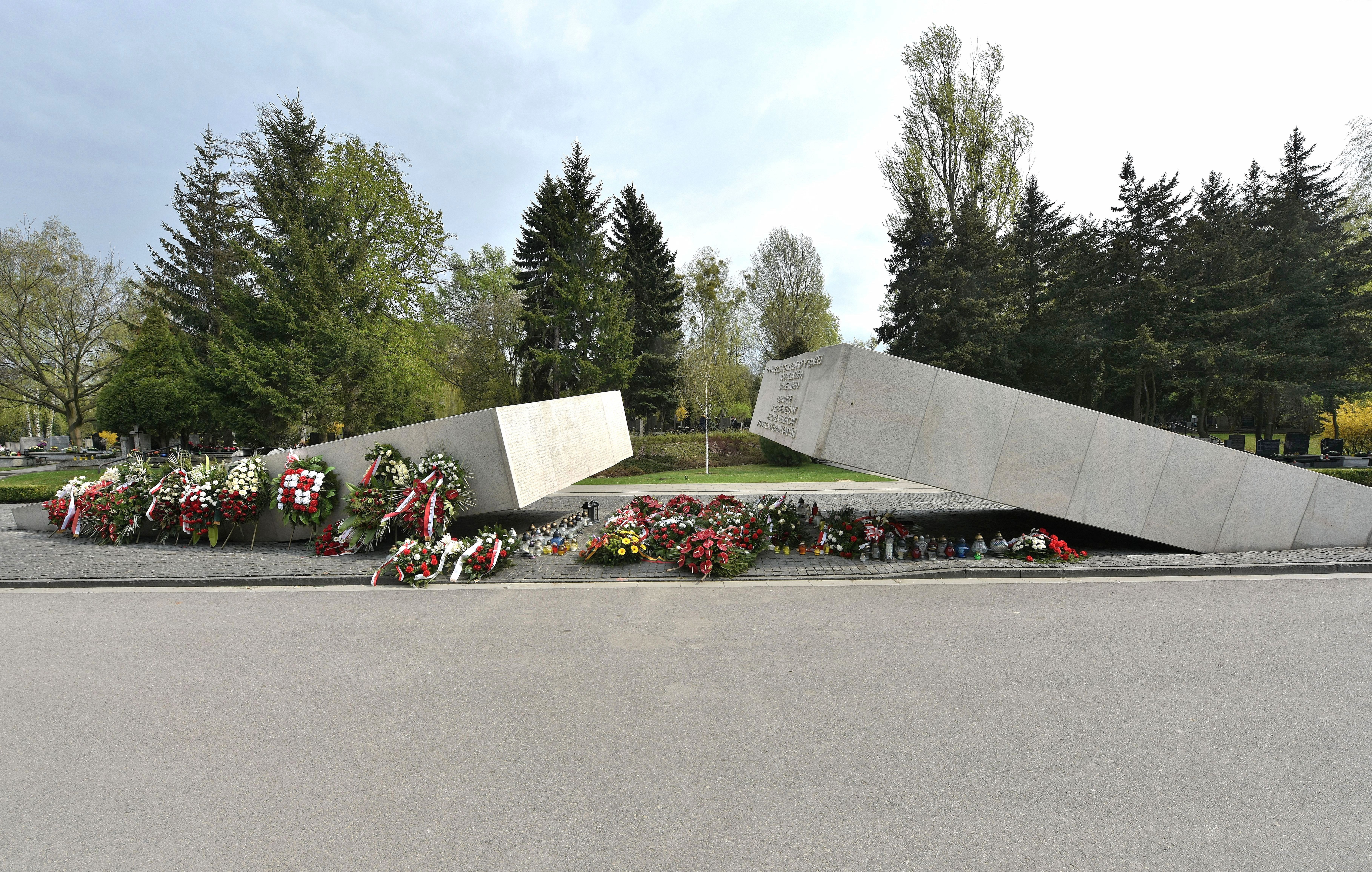
Denkmal Absturz-Opfer der polnischen Luftwaffe Tu-154 2010 auf dem Powązki-Militärfriedhof in Warschau
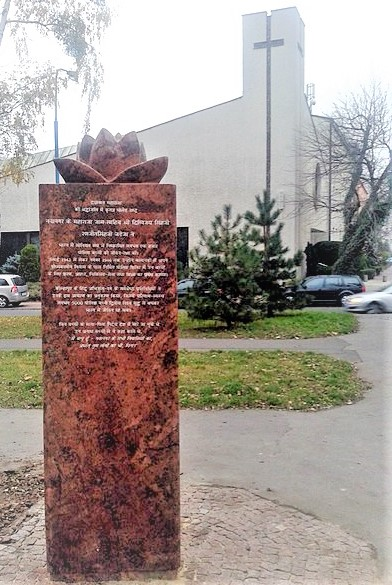
Denkmal 2014 Der Gute Maharadscha

- Smoleńskiej-Katastrophe: Das Denkmal wurde auf dem Powązki-Militärfriedhof errichtet. Moderau plante einen in zwei Teile zerbrochenen weißen Granitblock, der zwischen zwei Grabsteinreihen in den Boden einsinkt.
- Der Gute Maharaja Digvijaysinhji Ranjitsinhji
- 2006: Denkmal für die Polen, die für Frankreich starben auf dem Friedhof Père-Lachaise in Paris. Eine Hommage an Polen, die in den Napoleonischen Kriegen bis hin zum Zweiten Weltkrieg, als Polen am Frankreichfeldzug 1940 teilnahmen.[6]
- 2010: Gedenkstein für Ryszard Siwiec, † 12. September 1968 in Warschau, er verübte eine Selbstverbrennung, um gegen den Einmarsch des Warschauer Paktes in die Tschechoslowakei im August desselben Jahres und das sozialistische Regime in Polen zu protestieren.[7]

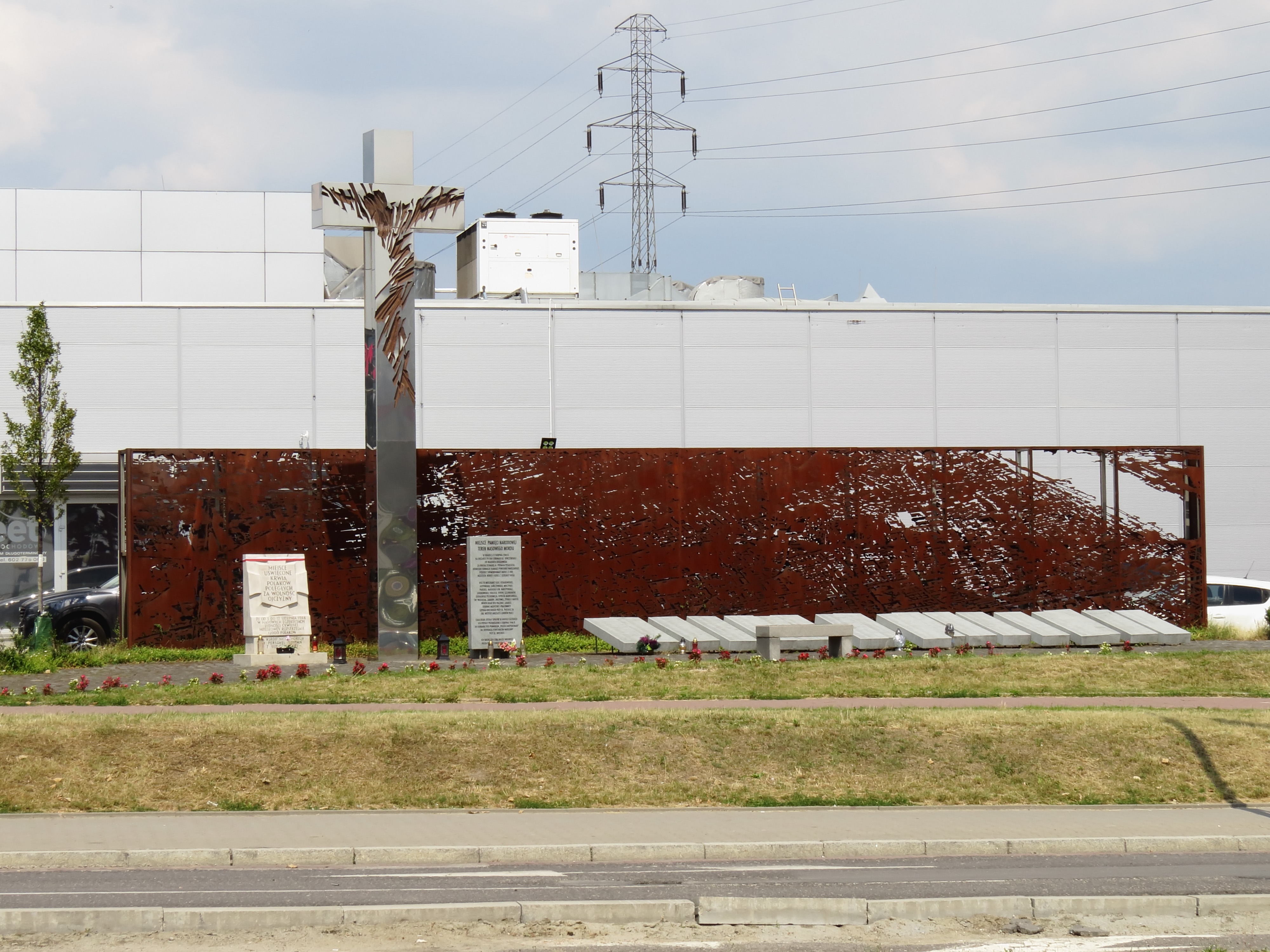
Denkmal 2012 Massaker von Wola

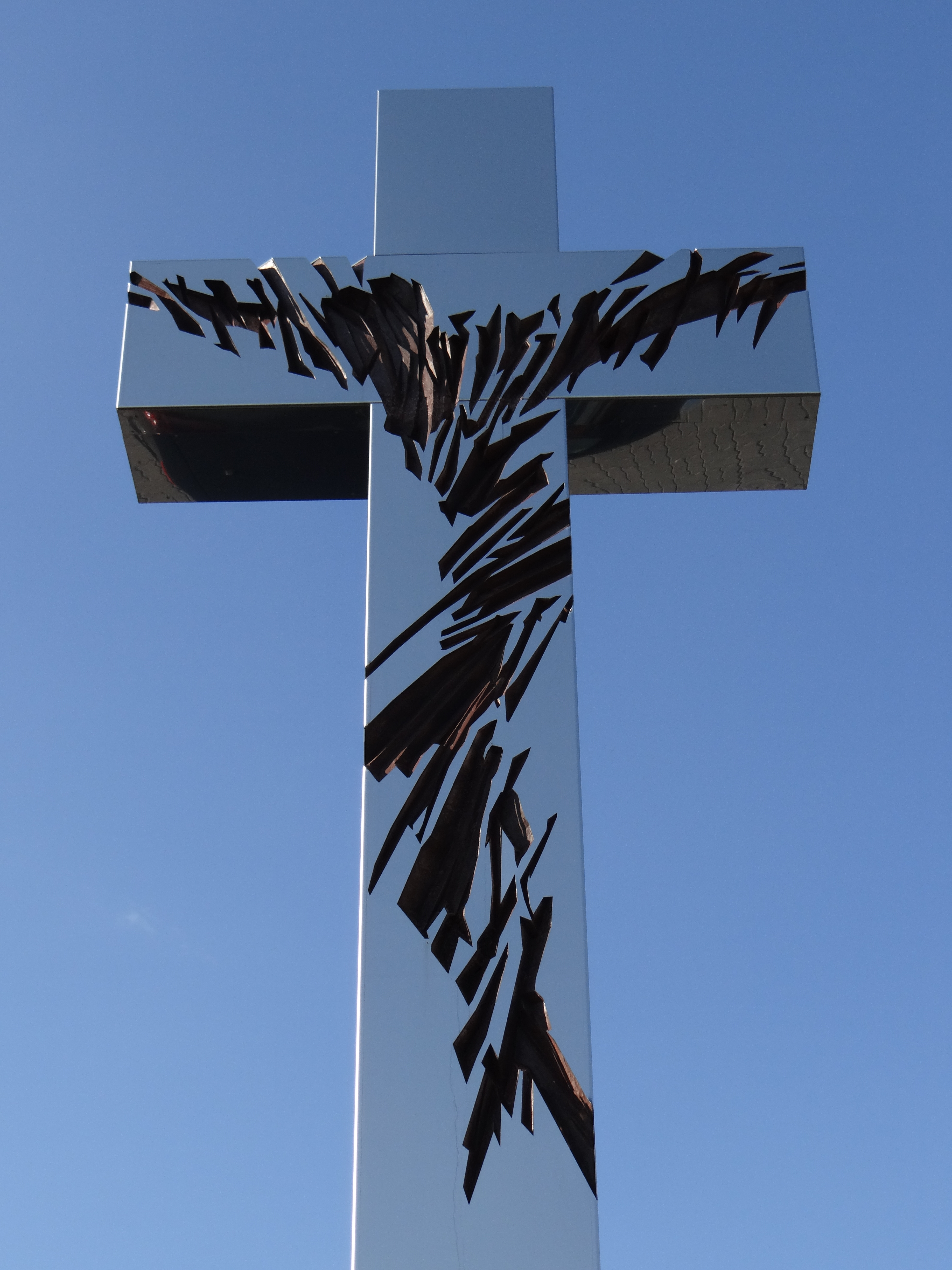
Kruzifix

- 2012: Büste von Josef Pilsudski, dem polnischen Marschall und Staatsmann, aber auch bekannten Geiger. Sie befindet sich bei der italienischen Botschaft in Bukarest.[8]
- 2012: Gedenken an die im August 1944 ermordeten Einwohner des Warschauer Stadtteils Wola.[9]
- 2016: Neuer Sarg für das Präsidentenpaar Lech und Maria Kaczyński[10]
- Gedenktafel für Andrzej Wajda, † 9. Oktober 2016 in Warschau
- September 2022: Denkmal für General Stanisław Maczek in den Niederlanden, gemeinsam mit Barbara Moderau[11]

### Teilnahme an Symposien
Im Jahre 2000 war Moderau, gemeinsam mit Jiří Sobotka (Tschechien) und Georg Miks (Österreich), zur Gestaltung der Europa-Wand Kaisersteinbruch eingeladen.